# Okoř
Obec Okoř se nachází v severozápadní části okresu Praha-západ, kraj Středočeský. Leží v údolí Zákolanského potoka necelých 15 km severozápadně od centra hlavního města Prahy. Ve vzdálenosti 9 km severovýchodně od Okoře se nachází město Kralupy nad Vltavou, 11 km západně město Kladno. Žije zde 111 obyvatel. Obec je známa především díky místní zřícenině stejnojmenného hradu.

## Historie
Václav Hájek z Libočan uvádí, že kníže Přemysl Oráč daroval toto území jednomu ze svých družiníků, který se jmenoval Okrs. Ten zde roku 731 měl vystavět hrad, který pak byl pak po něm pojmenován Okoř. V době Dívčí války byla v družině Vlasty dívka jménem (Divoká) Šárka, která měla být dcerou pána z Okoře (Mnohoslava Okořského). Ta se mimo jiné zúčastnila i přepadení Ctirada a jeho družiny (mělo se stát na místě, kde dnes stojí kostelík sv. Matěje v Praze). Po tomto činu zřejmě v důsledku vyčítek svědomí nakonec spáchala sebevraždu skokem ze skály, která je známa jako Dívčí skok. Území, kde se tato skála nachází, se nazývá Divoká Šárka.
První ověřená zmínka o vsi Okoř pochází z roku 973, kdy ji kníže Boleslav II. daroval pražskému klášteru benediktinek sv. Jiří v Praze. Další zmínka pochází z roku 1282, kdy byl jejím majitelem pražský měšťan Jan z Okoře. V letech 1361–1380 pak Vladyka (pražský konšel) a rytíř Fráňa (František) Rokycanský, jenž zemřel roku 1380. Poté ji až do roku 1399 vlastnil jeho starší bratr Jan Rokycanský. V následujícím období nejsou majitelé vsi známi, až v roce 1414 se uvádí Mikuláš z Prahy a Egenberku, který zemřel v roce 1416. Dalšími majiteli byli do roku 1420 Jindřich Lefl z Lažan a Bechyně, po jeho smrti v bitvě pod Vyšehradem pak jeho syn Jan. Rok na to Ludvík Apatykář z Prahy, původním jménem Ludovicus de Florentia († 1427; jeho strýcem byl Angelus de Florentia, měšťan pražský, který založil za vlády Karla IV. první botanickou zahradu v Praze, která se tehdy nazývala Hortus Angelicus neboli Andělova či Andělská zahrada – nacházela se v místech, kde je dnes hlavní pošta v Jindřišské ulici).
Když se na jaře 1421 vracelo pražské a táborské vojsko z výpravy do Žateckého kraje, zdejší hrad dobyli a poté jej i vesnici darovali Václavu Cardovi z Petrovic. Ten ji vlastnil do roku 1428, kdy se dostala Janovi, synovi Ludvíka Apatykáře. Po jeho smrti roku 1433 ji měla až do roku 1455 jeho žena Dorota a poté do roku 1472 její druhý muž, kterým byl Bořivoj mladší z Lochovic. Následoval jejich vnuk Bořivoj z Donína. V letech 1500–1518 ji pak vlastnil jeho syn Jan z Donína, který hrad prodal Hynkovi Bořitovi z Martinic. Jan byl velice nábožný a kdo klel, musel za trest sníst lžíci kolomazi. On sám to musel jednou udělat, aby neporušil svůj rozkaz.

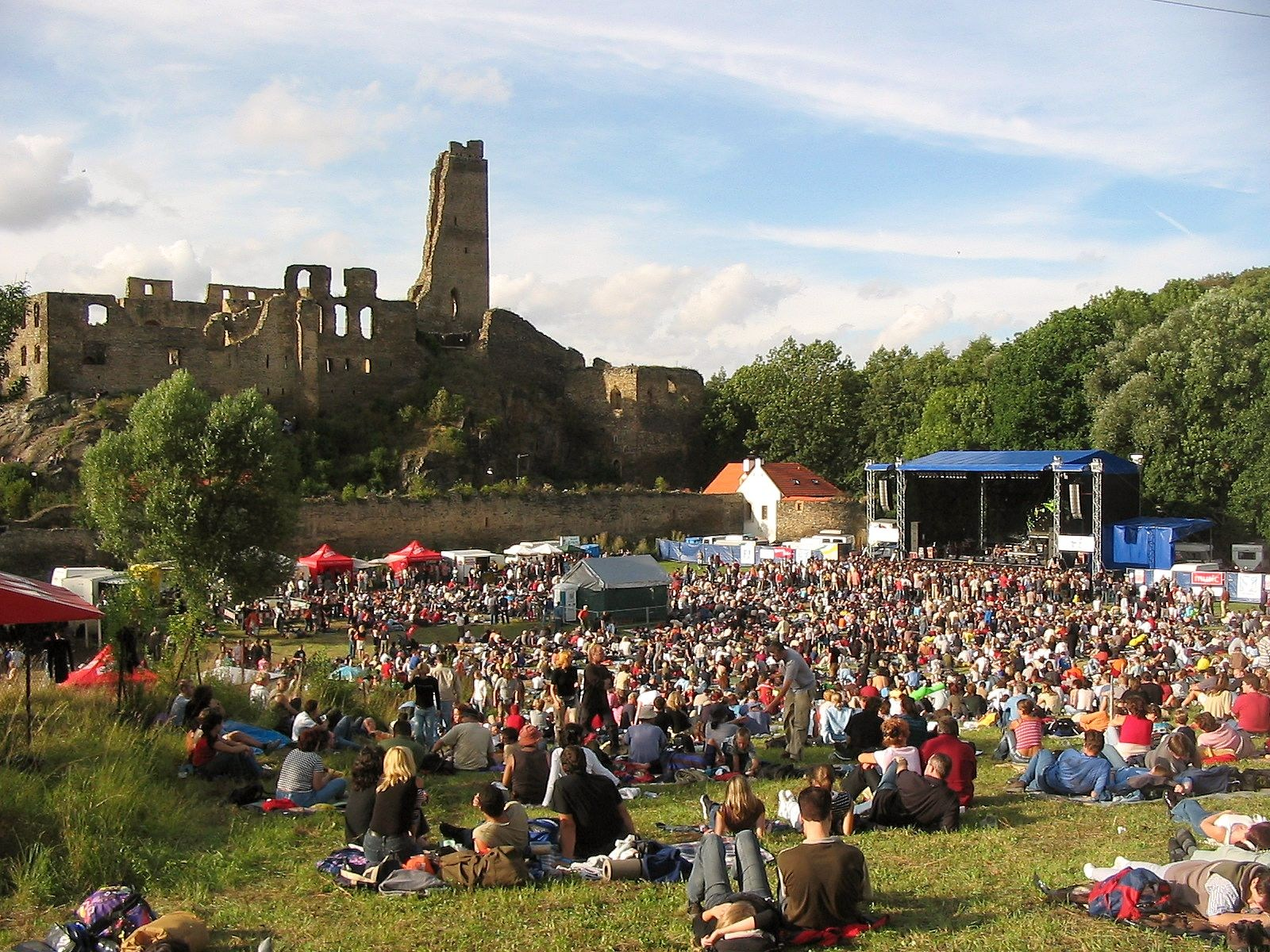
Zřícenina hradu Okoř během festivalu

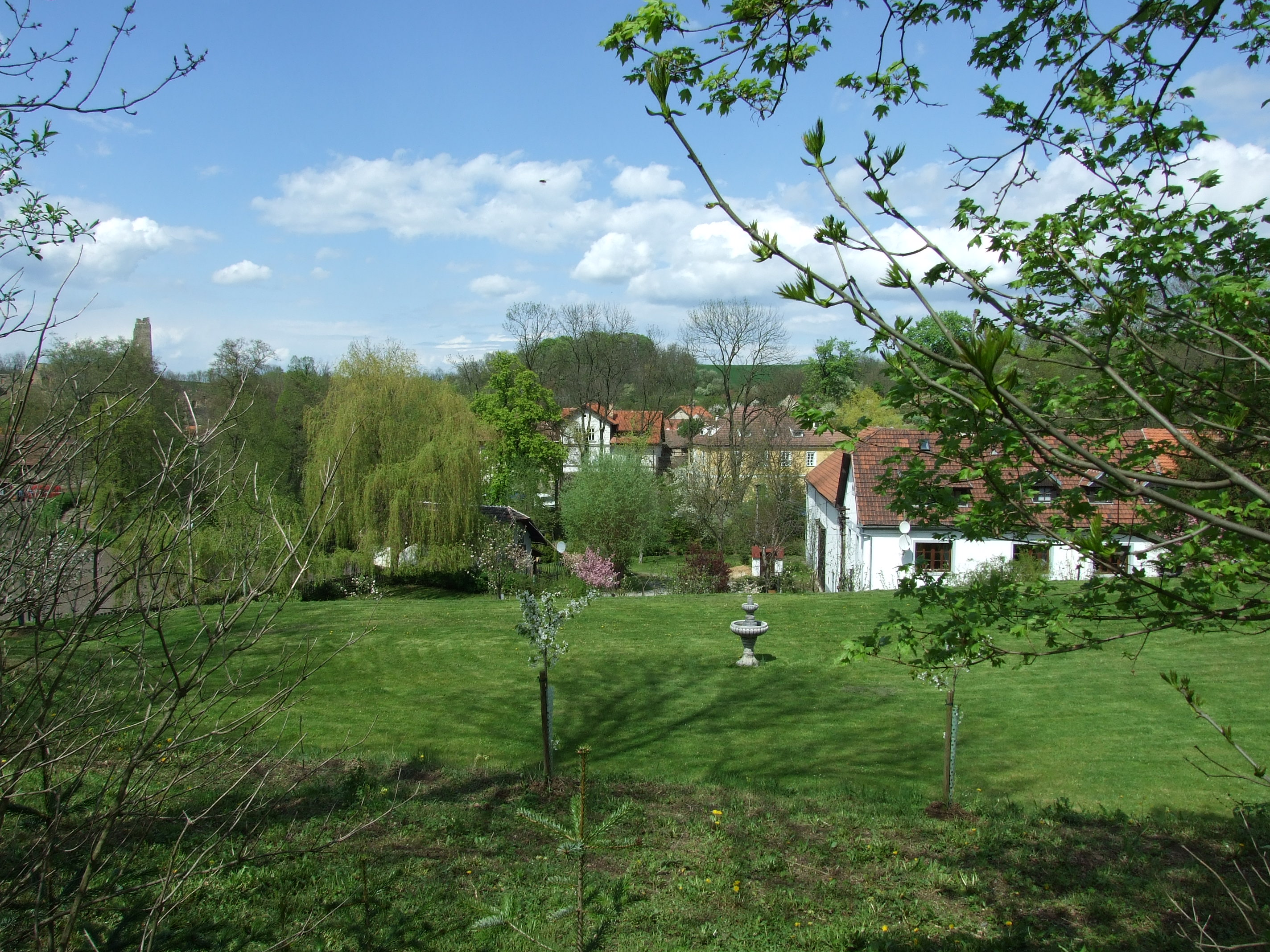
Stavení v Okoři

Hynek Bořita z Martinic a pán na Smečně Okoř vlastnil až do své smrti v roce 1523, přičemž před svou smrtí stanovil, že jeho statky mohou zdědit jen mužští potomci mohou a že tyto jsou neprodejné. (V kostelní lodi kostela sv. Vavřince na Černovičkách je hrobka, v níž byla pochována roku 1532 Kateřina, šlechtična z Martinic a na Okoři, dcera Jana mladšího Bořity z Martinic a Anny, rozené z Wartemberka.) Dalšími vlastníky tak byli až do roku 1590 jeho synové Volf a Jan, přičemž do roku 1536 ji spravovali společně, poté se rozdělili: do roku 1551 ji měl Volf a po něm Jan. Poté následovala jeho manželka Anna z Wartemberka a po její smrti v roce 1595 Jiřík Bořita z Martinic. Posledním majitelem z tohoto rodu byl v letech 1597–1649 Jaroslav Bořita z Martinic a pán na Smečně, který v závěti odkázal hrad a celé panství semináři Tovaryšstva Ježíšova u sv. Klimenta v Praze s tím, aby mu každý rok vychovali tři mladíky na kněze, které pak na svém panství usadí.
Okoř tedy v letech 1649–1773, kdy byl řád zrušen, spravovali jezuité. Na hradě byla kaple zasvěcena sv. Václavovi, ta byla dlouhý čas opuštěna a poté roku 1675 od Tovaryšstva opravena. 29. července téhož roku byla od děkana metropolitní kapituly Tomáše Pešiny benedikována. V této kapli bývala sloužena mše svatá kněžími z tuchoměřické rezidence, a to 28. září ve svátek sv. Václava, 4. března v den přenesení sv. Václava, ve středu o dnech prosebních, kdy bylo vedeno i procesí do okořských polí. V době podzimních prázdnin, kdy byl studujícím novicům Tovaryšstva dopřán deset dní oddech na hradě, byla sloužena mše svatá každý den knězem, jenž měl nad nimi dozor. O nedělích nebo svátcích, spadajících do té doby měl vždy některý z noviců cvičební kázání. V kapli byly dva oltáře. Hlavní oltář sv. Václava z černého mořeného dřeva s dřevěnými pozlacenými ozdobami, obrazem sv. Václava a v nástavku obrazem sv. Víta, oba pořízeny roku 1704. Druhý oltář, boční na straně evangelijní, byl rovněž dřevěný, plastickým dílem na něm bylo znázorněno „Zvěstování Panny Marie“ a pod tím výjevy „Kristus kříž nesoucí“ a „Kristus trním korunován“.
Po zrušení Tovaryšstva Josefem II. se v kapli již žádná mše nekonala. Kaple byla roku 1787 zrušena, předměty z ní byly prodány v dražbě a získané peníze byly odvedeny náboženské matici. Téhož roku byla kaple zcela uzavřena z důvodu možného padání (sesutí) zdiva. Správce nově utvořeného Studijního fondu Království českého pak poručil všechny střechy strhat, štukoví a tesané kameny vytrhat a vše, co bylo k užitku odvezl a zpeněžil. Zkázu pak dokončili lidé ze vsi a okolí, kteří vyloupili nebo zničili vše, co tam ještě zbylo. Později vznikla na věži podélná trhlina, která se v průběhu dalších let stále rozšiřovala, až se kolem roku 1800 celá polovina věže zřítila.

## Přírodní poměry
Katastrálním územím protéká Zákolanský potok, jehož koryto a břehy jsou chráněné jako přírodní památka Zákolanský potok. Součástí chráněného území je také Okořský rybník.

## Obyvatelstvo
| 1869 | 1880 | 1890 | 1900 | 1910 | 1921 | 1930 | 1950 | 1961 | 1970 | 1980 | 1991 | 2001 | 2011 |
| ---- | ---- | ---- | ---- | ---- | ---- | ---- | ---- | ---- | ---- | ---- | ---- | ---- | ---- |
| 170  | 213  | 182  | 182  | 169  | 133  | 169  | 101  | 83   | 72   | 49   | 32   | 51   | 86   |

## Územněsprávní začlenění
Dějiny územněsprávního začleňování zahrnují období od roku 1850 do současnosti. V chronologickém přehledu je uvedena územně administrativní příslušnost obce (osady, části obce) v roce, kdy ke změně došlo:
- 1850 země česká, kraj Praha, politický i soudní okres Smíchov[5]
- 1855 země česká, kraj Praha, soudní okres Smíchov
- 1868 země česká, politický i soudní okres Smíchov
- 1927 země česká, politický okres Praha-venkov, soudní okres Praha-západ[6]
- 1939 země česká, Oberlandrat Praha, politický okres Praha-venkov, soudní okres Praha-západ[7]
- 1942 země česká, Oberlandrat Praha, politický okres Praha-venkov-sever, soudní okres Praha-západ[8]
- 1945 země česká, správní okres Praha-venkov-sever, soudní okres Praha-západ[9]
- 1949 Pražský kraj, okres Praha-západ[10]
- 1960 Středočeský kraj, okres Praha-západ
- 2003 Středočeský kraj, obec s rozšířenou působností Černošice

## Pamětihodnosti
- Hrad Okoř, zřícenina na západním okraji vesnice
- Lípa u Michova mlýna, památný strom
- Dolský mlýn

## Doprava
Do obce vedou silnice III. třídy. Železniční trať ani stanice na území obce nejsou. Nejbližší železniční stanice se nachází v obci Noutonice.

### Autobusová doprava
V obci mají zastávky autobusová linka 350 Kladno – Okoř – Lichoceves – Svrkyně – Velké Přílepy – Úholičky – Roztoky u Prahy – Praha, Dejvická (v pracovních dnech 24 spojů a o víkendech 12 spojů). A autobusová linka 323 z Nádraží Veleslavín přes Kněževes – Číčovice – Okoř a Kováry do Kolče.